# Kleine Kammermusik op. 24 no 2
Kleine Kammermusik (petite musique de chambre) op. 24 no 2 est une œuvre pour quintette à vent de Paul Hindemith composée en 1922.

## Présentation
Kleine Kammermusik est une partition écrite pour quintette à vent, c'est-à-dire pour flûte (jouant également piccolo), hautbois, clarinette, cor et basson.
D'une durée moyenne d'exécution de 13 minutes environ, l’œuvre est composée en 1922,. Elle est éditée par les éditions musicales Schott,. 
Kleine Kammermusik est créé le 13 juin 1922 à Cologne par le quintette dédicataire, le Frankfurter Bläser-Kammermusikvereinigung.
Le musicologue Harry Halbreich écrit à propos de l’œuvre : « Ce sont quatre mouvements brefs, d'un humour primesautier, d'une fraîcheur délicieusement acidulée. (...) Jamais Hindemith n'a été plus proche des « Six » ».
Pour Edwin Evans, « c'est une œuvre intéressante, pleine d'humour ironique, qui ressemble même occasionnellement à une parodie ».

## Structure
La pièce est composée de cinq mouvements :
1. Lustig. Mäßig schnell Viertel
2. Walzer. Durchweg sehr leise
3. Ruhig und einfach
4. Schnelle Viertel
5. Sehr lebhaft